# Alačići
Alačići su naseljeno mjesto u općini Foča, Republika Srpska, BiH. Popisano je kao samostalno naselje na popisu 1961., a na kasnijim popisima ne pojavljuje se, jer je 1962. pripojeno Prijeđelu (Sl.list NRBiH, br.47/62).
Nalaze se na lijevoj obali rijeke Drine.

## Stanovništvo
| Narod     | Popis 1961. |
| --------- | ----------- |
| Hrvati    |             |
| Muslimani |             |
| Srbi      | 71          |
| ostali    |             |
| Ukupno    | 71          |